# Hội nghị thượng đỉnh G20 2009 tại Luân Đôn
Hội nghị thượng đỉnh G-20 năm 2009 về Thị trường Tài chánh và Kinh tế Thế giới được tổ chức tại Trung tâm ExCeL, Luân Đôn, Vương quốc Anh vào ngày ngày 2 tháng 4 năm 2009.

## Kinh tế
Tại cuộc họp thượng đỉnh của nhóm G-20, gồm 19 nền kinh tế lớn nhất thế giới và Liên minh châu Âu, các nhà lãnh đạo đồng ý sẽ công bố một sổ đen những sào huyệt trốn thuế có thể đưa tới những chế tài - điều mà Pháp và Ðức đã cố thúc đẩy - và để cải thiện việc giám sát nhắm vào các quỹ đầu tư nhiều rủi ro và các cơ quan đánh giá tín dụng. Các thị trường, đang khao khát tin vui khi nền kinh tế toàn cầu đang co rút, lần đầu tiên kể từ Thế chiến II, đã phản ứng một cách tích cực trước các con số.
Vào thứ năm 2 tháng 4, các nhà lãnh đạo thế giới đã thỏa thuận dành 1.100 tỉ Mỹ kim để giúp nền kinh tế thế giới qua Quỹ Tiền Tệ Quốc tế và các định chế khác và để chống lại cuộc khủng hoảng kinh tế tệ hại nhất kể từ cuộc Ðại Khủng Hoảng, và siết chặt các quy định để ngăn ngừa chuyện đó tái diễn. Tổng thống Hoa Kỳ Barack Obama đã coi nhẹ những bất đồng tại cuộc họp thượng đỉnh và tuyên bố đó là "một bước ngoặt" cho nền kinh tế thế giới. Các chứng khoán đã khởi sắc nhưng các nhà kinh tế cảnh giác về sự lạc quan quá đáng.
"Chúng ta đã đồng ý về một loạt những biện pháp chưa từng có, nhằm tái lập sự tăng trưởng và ngăn ngừa một cuộc khủng hoảng như vậy xảy ra một lần nữa," ông Obama nói tại một cuộc họp báo. "Chúng ta cũng đã bác bỏ chủ nghĩa bảo hộ có thể làm trầm trọng thêm cuộc khủng hoảng này."

## Mậu dịch
Hội nghị thượng đỉnh cũng đồng ý một chương trình tài trợ mậu dịch trị giá 250 tỉ Mỹ kim trong hai năm để hỗ trợ dòng lưu thông mậu dịch toàn cầu, vốn bị co lại dưới ảnh hưởng của cuộc khủng hoảng tín dụng - một sự hỗ trợ cho các nhà xuất cảng lớn của thế giới.
Nhưng vài kinh tế gia ghi nhận rằng những ngân khoản mới của Quỹ tiền tệ quốc tế che giấu việc thiếu đồng ý về kích thích tài chánh ở mức độ quốc gia, điều mà Hoa Kỳ, Anh và Nhật mong muốn nhưng Pháp và Ðức mạnh mẽ chống đối. Trong một bản thông cáo, G-20 nói các biện pháp được thực hiện sẽ nâng cao sản lượng của thế giới khoảng 4% từ nay đến cuối năm tới. Tổng thống Pháp Nicolas Sarkozy nói các biện pháp vượt quá mong muốn và nói mô hình các thị trường được kiểm soát lỏng lẻo đã cáo chung.
Bộ trưởng tài chánh của Ðức hoan nghênh sự kiện đã không có đòi hỏi nào để các nước phải chấp thuận thêm các chương trình kích thích kinh tế. Vấn đề này đã gây căng thẳng trong thời gian chuẩn bị hội nghị thượng đỉnh, với Washington DC ủng hộ các chương trình như vậy trong khi Paris và Berlin muốn để cho các biện pháp trước đó có cơ hội đi hết con đường.
Vấn đề trốn thuế đã đe dọa trở thành một chướng ngại cho thỏa thuận, với Pháp và Ðức đòi hỏi một sự dẹp trừ nhắm vào các thực thể mà các luật lệ về sự kín đáo của các ngân hàng đã giúp cho người giàu trốn thuế vào một lúc khó khăn kinh tế. Thụy Sĩ và một số các trung tâm tài chánh khác, bị công kích về sự kín đáo của các ngân hàng, trong những tuần vừa qua đã loan báo rằng họ sẽ chuyển hướng sang các tiêu chuẩn quốc tế liên quan đến việc tiết lộ tin tức.

## Kết quả
Vào thứ sáu, 3 tháng 4, Hội nghị thượng đỉnh G-20 đã kết thúc với bản thông cáo chung cho thấy các cường quốc kinh tế sẽ tăng ngân khoản kích thích kinh tế cũng như tăng tiền cho các tổ chức tài chánh quốc tế, đặc biệt là khoản tiền dành cho Quỹ Tiền tệ Quốc tế, để yểm trợ cho các nước đang phát triển trong giai đoạn kinh tế khó khăn lúc này.
Các nhà lãnh đạo của những cường quốc kinh tế hàng đầu đồng ý với nhau là phải thực hiện kế hoạch kích thích kinh tế một cách quy mô hơn và hữu hiệu hơn. Các vị đưa ra lời cam kết trong năm nay và năm tới sẽ bỏ ra ngân khoản tổng cộng lên đến 5.000 tỷ Mỹ kim để phục hồi kinh tế toàn cầu, hay ít nhất, để vượt qua những sóng gió về tài chánh mà thế giới đang phải đương đầu.
Bản thông cáo chung được phổ biến sau Hội nghị thượng đỉnh kéo dài 1 ngày tại thủ đô Anh cho thấy, sau cùng, những khác biệt từng làm mọi người lo âu có thể khiến hội nghị bị đổ vỡ đã không xảy ra. Ngay chính Tổng thống Nicolas Sarkozy của Pháp - người từng dọa sẽ bỏ ra ngoài nếu các nhà lãnh đạo chỉ đưa ra lời nói suông mà không có những kế hoạch hành động cụ thể đi kèm - cũng xác nhận rằng kết quả "vượt qua dự tính của mọi người". Bà Thủ tướng Angela Merkel của Ðức thì nói Hội nghị thượng đỉnh Luân Ðôn đã kết thúc với "thỏa thuận lịch sử".
Thủ tướng Anh Gordon Brown tuyên bố những khác biệt vẫn "không chia cách được chúng tôi" vì "tất cả mọi người đều đồng ý bằng mọi cách phải vượt khó khăn để kinh tế toàn cầu phát triển trở lại". Ông cũng bảo là "một trật tự toàn cầu mới đã thành hình" và thế giới thật sự "bước vào một kỷ nguyên mới của hợp tác quốc tế".
Bên cạnh lời cam kết thực hiện kế hoạch kích thích kinh tế toàn cầu, hội nghị G-20 Luân Đôn còn kết thúc với cam kết đóng góp tổng cộng hơn 1.000 tỷ Mỹ kim cho các tổ chức quốc tế, trong đó phần góp cho Quỹ Tiền Tệ Quốc tế sẽ lên đến 750 tỷ Mỹ kim để quỹ có tài khoản sử dụng trong công tác giúp những nước nghèo và những nước đang phát triển khi gặp khó khăn về tài chánh. Ngoài ra, Quỹ Tiền tệ Quốc tế sẽ bán một lượng vàng dự trữ để có thêm nhiều tỷ Mỹ kim giúp các nước nghèo. Ngân hàng Thế giới cũng được chia 50 tỷ Mỹ kim để thực hiện chương trình phát triển trao đổi mậu dịch toàn cầu.
Vị thủ tướng Anh nói các nước dự Hội nghị thượng đỉnh cũng đồng ý thành lập một Hội đồng Ðặc trách Ổn định Tài chánh để theo dõi các chương trình kích thích kinh tế toàn cầu mà mọi quốc gia sẽ thực hiện trong những tháng tới. Hội đồng này còn có trách nhiệm báo động cho thế giới biết những trở ngại có thể xảy ra, và báo cáo cho các quốc gia biết những gì cộng đồng quốc tế đã thực hiện được cũng như cần phải làm khi Hội nghị thượng đỉnh G-20 lần 3 diễn ra tại New York ở Hoa Kỳ vào tháng 10 năm 2009.